# Oncophorus tenellus
Oncophorus tenellus là một loài Rêu trong họ Dicranaceae. Loài này được (Schimp.) R.S. Williams mô tả khoa học đầu tiên năm 1913.